# Wenden
Den här sidan handlar om staden i Nordrhein-Westfalen. Wenden är även ett äldre namn på Werle och på den lettiska staden Cēsis.
Wenden är en kommun och ort i Kreis Olpe i Regierungsbezirk Arnsberg i förbundslandet Nordrhein-Westfalen i Tyskland.